# Lourenço Ribeiro
Lourenço Ribeiro (fl. 1570-1606) fue un sacerdote y compositor portugués del Renacimiento.

## Biografía

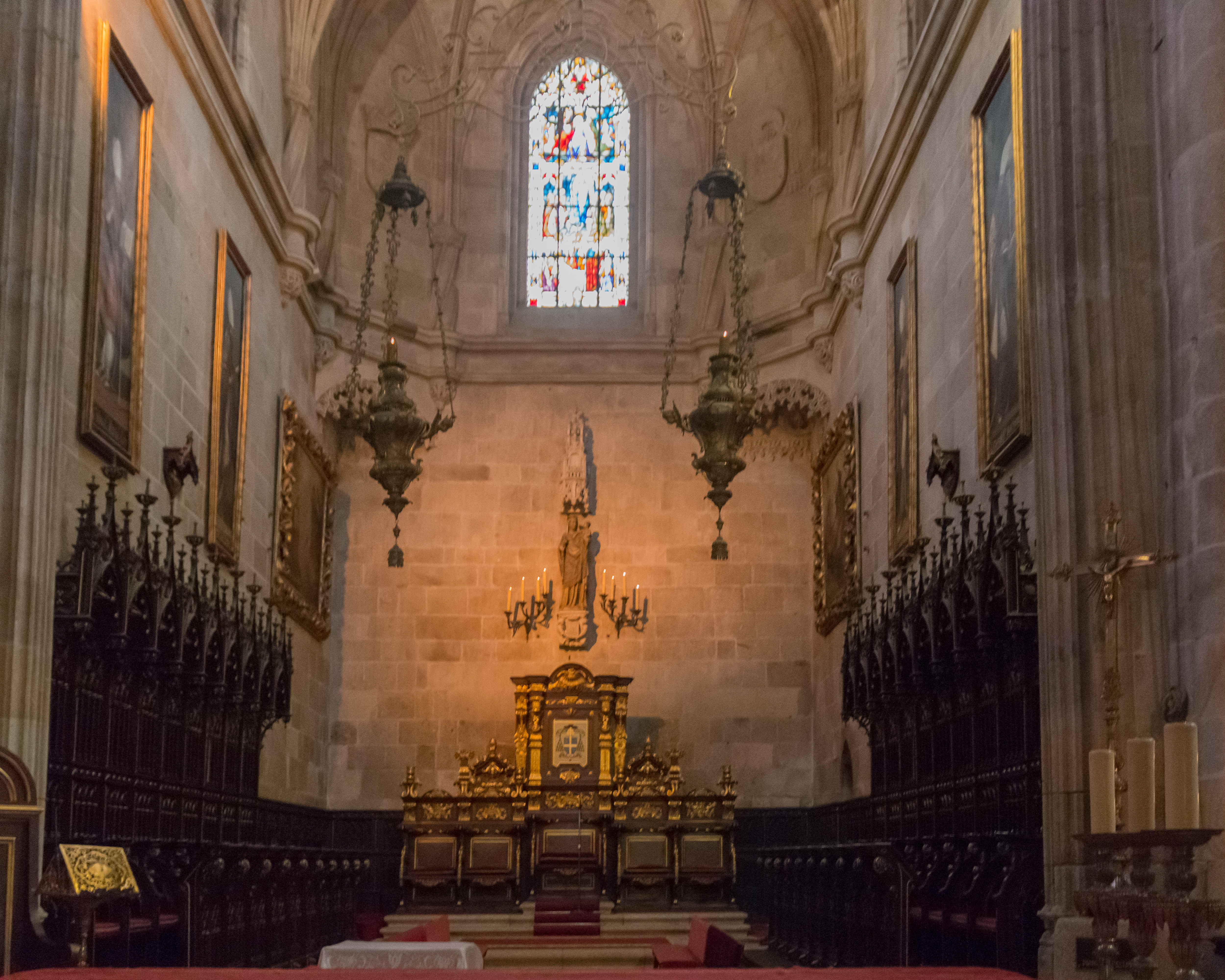
Interior de la Catedral de Braga

Aunque Lourenço Ribeiro fue uno de los compositores más importantes de la escuela musical de Braga, casi nada sobrevive de su obra y biografía. Fue sacerdote y sucedió a Pero de Gamboa hacia 1594 como maestro de capilla de la Catedral de Braga cuando era capellán del arzobispo de Agostinho de Jesus. También fue nombrado maestro de canto de órgano y contrapunto en el Seminario Conciliar de San Pedro y San Pablo al año siguiente. Ocupó estas funciones hasta alrededor de 1606. En su cargo fue reemplazado por Antonio Carrera Morán.

## Obra
Riberio se encuentra estilísticamente dentro de la llamada «escuela de Évora», fundada por Manuel Mendes. Entre los miembros de la escuela se encuentran Estêvão Lopes Morago (c. 1575-c. 1635), Manuel Cardoso (1566-1659), Filipe de Magalhães (c. 1571-1652) y Estêvão de Brito (1570-1641).
Casi toda su obra se ha perdido. Sólo aparece atribuida a él una Missa Pro Defuntis a cuatro voces de 1594, conservada en forma manuscrita en la Biblioteca Pública de Braga. La Missa se sitúa en un tradición portuguesa de réquiem iniciada por Pedro de Escobar (c. 1465-c. 1540) y que prosiguieron compositores de la categoría de Manuel Mendes, Brito, Cardoso, Duarte Lobo (c.1565-1646) y Magalhães.